# Prominència

Les fletxes verticals mostren la prominència de tres pics sobre una illa. Una línia de punts horitzontal uneix cada pic (excepte el més alt) al seu coll més elevat. Les fletxes corbes apunten al cim principal que té com a referència cada cim.

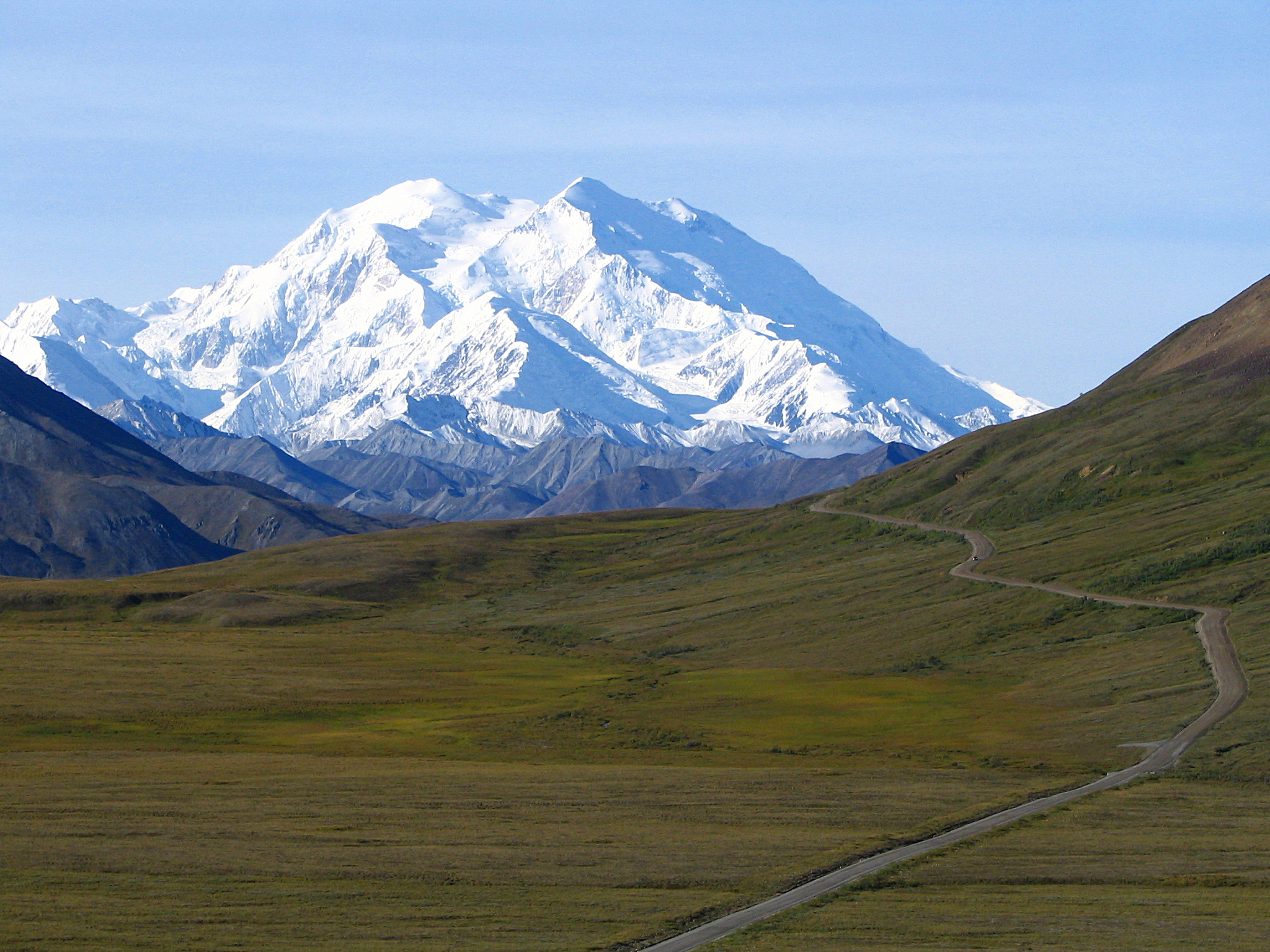
El mont McKinley (6.194 m), amb una prominència de 6.138 m, ocupa el tercer lloc entre les muntanyes amb més prominència del món

En topografia, orografia i orometria, la prominència és un valor absolut que indica el desnivell mínim que cal descendir des del cim d'una muntanya per arribar a la muntanya més propera amb una altitud superior. Sovint, com més alt és aquest valor més destaca la muntanya entre les que l'envolten.
Excepte en el cas de l'Everest, sempre hi ha una muntanya que és més alta que una altra; això significa que ha d'existir algun lloc en el qual es perdi la menor altitud possible per a passar d'una muntanya a una altra. Aquest lloc, anomenat "punt mínim", sol ser una collada, però també pot ser una plana o fins i tot el mar. En aquest darrer cas, la prominència té el mateix valor que l'altitud. Per calcular la prominència, doncs, només cal restar l'altitud del punt mínim de l'altitud de la muntanya.
Per exemple, la muntanya més propera a l'Aneto (3.404 m) que és més alta que ell és el Mulhacén (3.479 m), a Sierra Nevada, Granada, a uns 700 km de distància; per arribar des de l'Aneto al Mulhacén cal arribar a una altitud mínima de 592 m i, per tant, la prominència de l'Aneto és de 3.404 - 592 = 2.812 m.
L'establiment del punt mínim, però, es pot complicar, perquè la muntanya de més altitud més propera pot ser a tocar, però també pot trobar-se a milers de quilòmetres de distància, i sovint calen models digitals d'elevacions per a trobar el punt mínim que les relaciona. En seria un exemple el mont McKinley (6.194 m), a Alaska; la muntanya més propera més alta que el McKinley és l'Aconcagua (6.962), a l'Argentina, a uns 13.000 quilòmetres de distància. El punt mínim entre el McKinley i l'Aconcagua és una collada de 56 m d'altitud a prop del llac de Nicaragua.

## Aplicacions
La prominència és d'utilitat en muntanyisme, perquè és una mesura objectiva relacionada amb la importància relativa d'un cim. Els cims amb prominències baixes solen ser subsidiaris d'altres de principals, o bé cims independents relativament insignificants. En canvi, els cims amb prominències altes són sovint els punts més alts dels voltants i és probable que s'hi pugui gaudir de vistes extraordinàries.
Molt sovint la prominència és el criteri emprat per autors a l'hora de classificar o fer llistes de cims. Aquestes llistes sempre inclouen la mínima prominència requerida que ha de tenir una muntanya per a entrar-hi. Per exemple, la guia Los tresmiles del Pirineo recull els tresmils del Pirineu amb més de 10 metres de prominència. Aquest recull ha estat reconegut per la UIAA com a llista oficial dels tresmils del Pirineu.